# Dongba

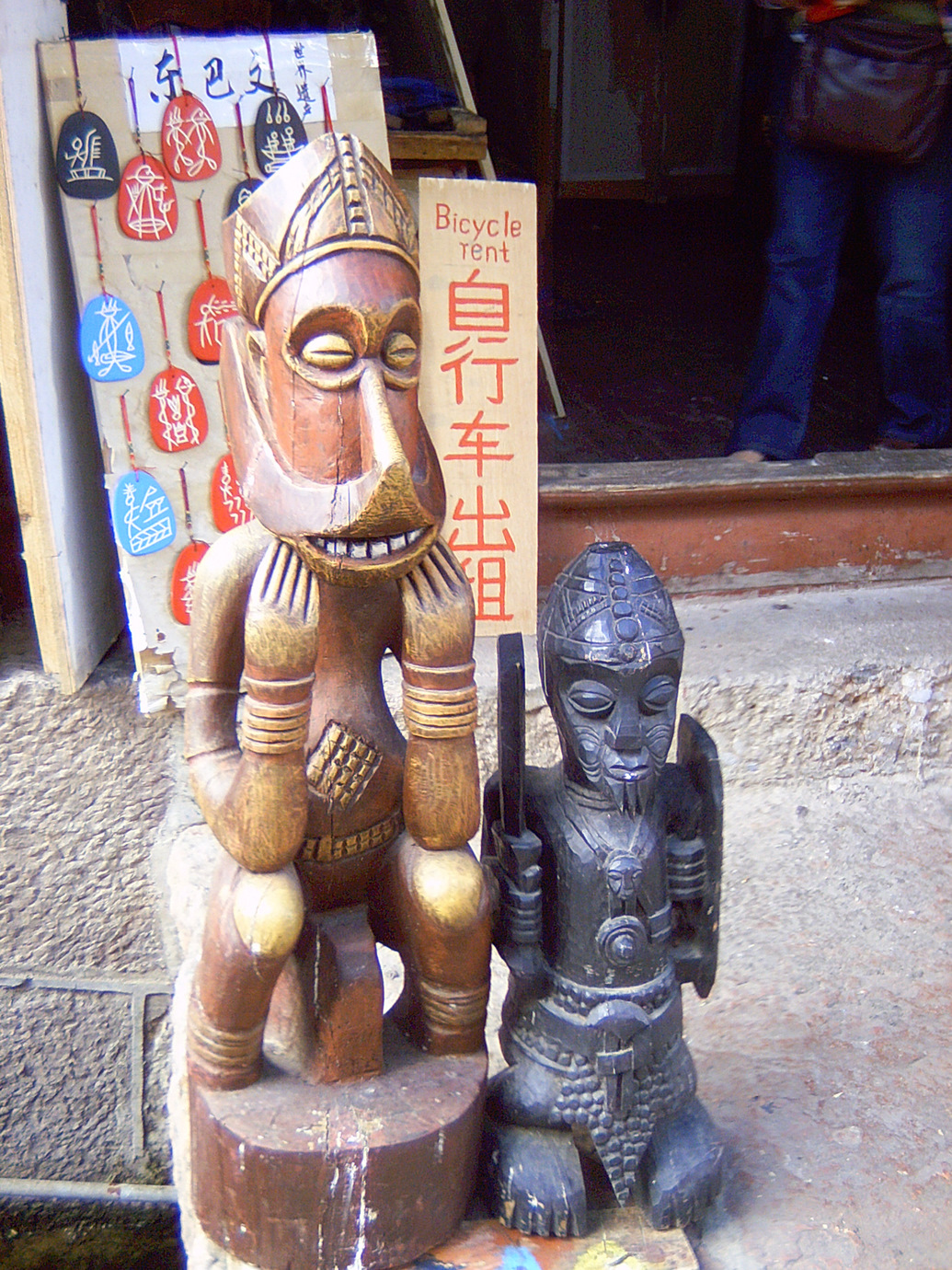
Holzschnitzerei der Dongba in der antiken Stadt Shuhe, Yunnan

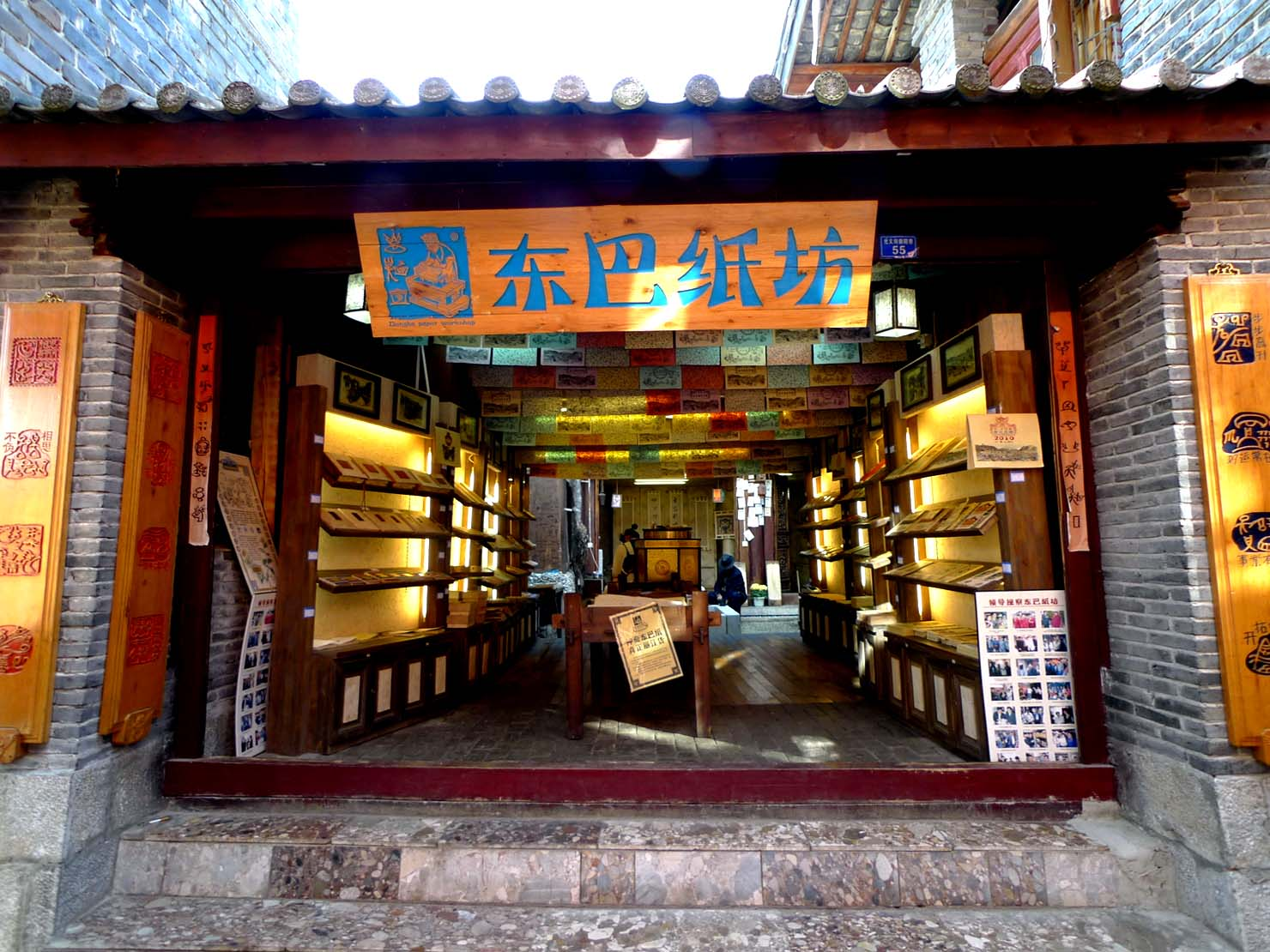
Dongba-Papierladen in der antiken Stadt Lijiang

Der Begriff Dongba (Nakhi: ²dto¹mba, chinesisch 东巴, Pinyin dōngbā, englisch Ba of the East) bezieht sich auf Priester des Volkes der Naxi im Südwesten Chinas. Sie werden als Meister der traditionellen Kultur, der Literatur und der Schriftsprache der Dongba angesehen.

## Rolle in der Gesellschaft
Die Dongba sind Priester der Bön-Religion. Sie spielen in der Kultur der Naxi eine bedeutende Rolle und predigen Harmonie zwischen Mensch und Natur. Die Gewände der Priester haben einen starken tibetischen Einfluss und Bildnisse der Götter der Bön sind Bestandteil ihres Kopfschmucks. Tibetische Gebetsfahnen und taoistische Opfergaben werden in den Ritualen der Bön verwendet.
Die Priester führen darüber hinaus religiöse Rituale durch, um die Geister zu besänftigen, da angenommen wurde, das diese in jedem Teil der natürlichen Welt leben würden. Der Kern der Dongba-Religion basiert auf dem Glauben, dass sowohl Mensch als auch Natur zwei Halbbrüder seien, die zwei unterschiedlichen Müttern und demselben Vater entspringen. Durch diese Verbindung wird Rache denjenigen Menschen zuteil, die zu viele natürliche Ressourcen verbrauchen.
Man nimmt an, dass vor dem Einfluss der Tibeter die Priester der Nakhi weibliche llü-bu waren. Zu jener Zeit befanden sich Statuen und religiöse Bildnisse an vielerlei Orten.
Eine vollständige kommentierte Übersetzung der antiken Nakhi Dongba-Bücher in 100 Bänden wurde veröffentlicht.

## Bibliographie
- Xu Duoduo. (2015). A Comparison of the Twenty-Eight Lunar Mansions Between Dabaism and Dongbaism. Archaeoastronomy and Ancient Technologies, 3 (2015) 2: 61-81 (links: 1. academia.edu; 2. Archaeoastronomy and Ancient Technologies).